# Bowenia serrulata
Bowenia serrulata es una especie de planta fanerógama de la  familia Stangeriaceae. Es endémica de Australia. No se encuentra amenazada.
Esta especie se encuentra en la parte centro-oriental del estado de Queensland, Australia. Se encuentra en las inmediaciones de Byfield, al noreste de Rockhampton. Se produce de 30 a 150 m de altitud.

## Taxonomía
Bowenia serrulata fue descrita por (W.Bull) Chamb. y publicado en Botanical Gazette (London) 54: 419. 1912.